# Leukobase
Mit Leukobase (von altgriechisch λευκός leukós „klar“ und altgriechisch βάση basé „Fundament“, „Grundlage“) oder Leukoverbindung bzw. Leukoform bezeichnet man in der Chemie Verbindungen, die als Zwischenprodukt bei der Herstellung von Farbstoffen entstehen und oft farblos oder weniger intensiv gefärbt als die dazugehörigen Farbstoffe sind. Bei den Leukoverbindungen handelt es sich um die reduzierte Form des Farbstoffs, die anschließend zum Farbstoff oxidiert wird (z. B. mit Blei(IV)-oxid).
Die Reduktion von meist wasserunlöslichen Pigmenten zu der wasserlöslichen Leukoverbindung spielt eine wichtige Rolle bei der Küpenfärberei.

## Beispiele
Ein wichtiges Beispiel ist die Färbung von Blue Jeans mit dem Küpenfarbstoff Indigo, bei der Indigo zu der wasserlöslichen Leukoverbindung Indigweiß reduziert und nach der Applikation auf die Faser mit Luftsauerstoff reoxidiert wird.:S. 640
Verläuft die Redoxreaktion zwischen dem Farbstoff und seiner Leukoform schnell und reversibel, kann man die Verbindung als Redoxindikator einsetzen.
Beispiel: Redox-Reaktion zwischen dem farblosen Leukomethylenblau und Methylenblau:S. 697